# Artus de Cossé, comte de Secondigny

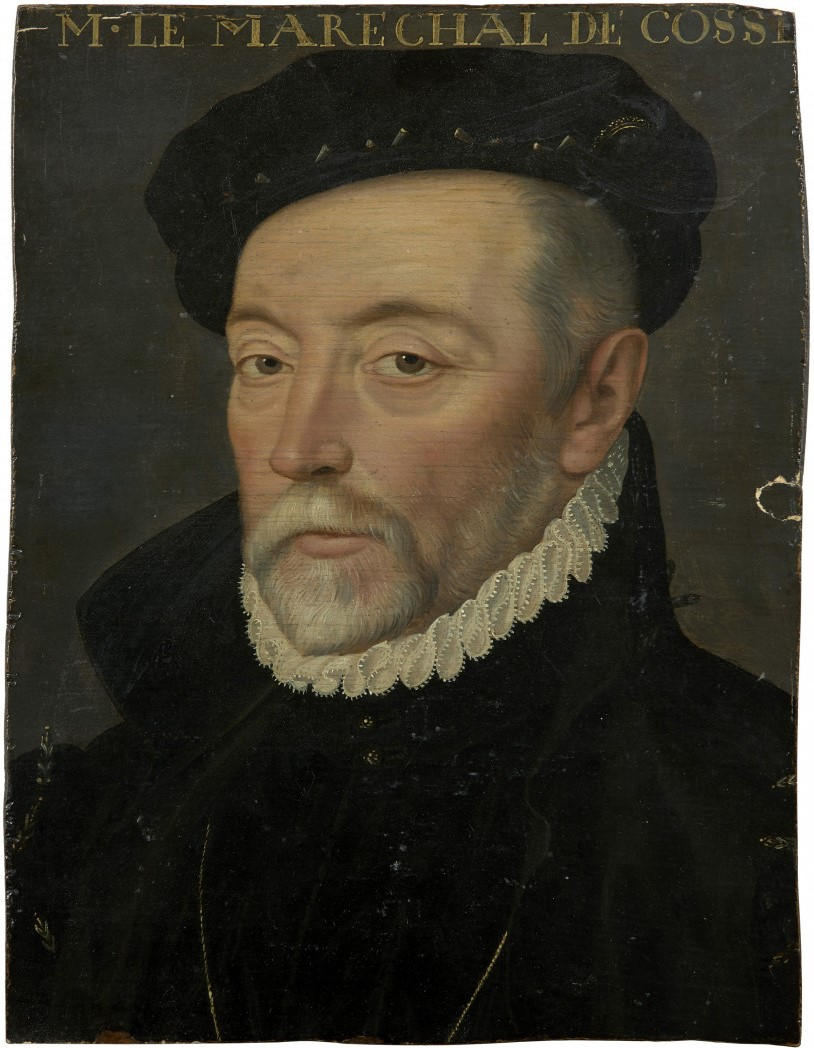
Porträt Artus de Cossés

Artus de Cossé (* 1512; † 15. Januar 1582) aus dem Haus Cossé-Brissac, auch bekannt unter dem Namen Baron de Gonnor, war Graf von Secondigny und ein Marschall von Frankreich.
Artus de Cossé war der jüngere Bruder des Marschalls Charles I. de Cossé, comte de Brissac. Er leistete Karl IX. wichtige Dienste in den Hugenottenkriegen und wurde 1567 zum Marschall erhoben.